# Корнюшкин, Николай Фёдорович
Николай Фёдорович Корнюшкин (1914—1985) — полковник Советской Армии, участник Великой Отечественной войны, Герой Советского Союза (1945).

## Биография
Николай Корнюшкин родился 23 апреля 1914 года в Брянске. В 1938 году он окончил машиностроительный техникум, после чего работал сменным начальником цеха вагоностроительного завода. В 1938 году Корнюшкин был призван на службу в Рабоче-крестьянскую Красную Армию. В 1941 году он окончил Московские автобронетанковые курсы командного состава. С начала Великой Отечественной войны — на её фронтах.
К весне 1945 года гвардии подполковник Николай Корнюшкин командовал 70-й гвардейской самоходно-артиллерийской бригадой 4-й гвардейской танковой армии 1-го Украинского фронта. Бригада Корнюшкина неоднократно отличалась во время Берлинской и Пражской операции, нанеся противнику большие потери в боевой технике и живой силе.
Указом Президиума Верховного Совета СССР от 31 мая 1945 года гвардии подполковник Николай Корнюшкин был удостоен высокого звания Героя Советского Союза с вручением ордена Ленина и медали «Золотая Звезда».
После окончания войны Корнюшкин продолжил службу в Советской Армии. В 1952 году он окончил курсы усовершенствования офицерского состава, в 1958 году — Высшие академические курсы при Военной академии Генерального штаба. В 1960 году в звании полковника Корнюшкин был уволен в запас. Проживал в Москве. Скончался 22 июня 1985 года, похоронен на Востряковском кладбище Москвы.
Был награждён двумя орденами Ленина, двумя орденами Красного Знамени, орденами Александра Невского и Отечественной войны 1-й степени, тремя орденами Красной Звезды, рядом медалей.

## Примечания

Могила Корнюшкина на Востряковском кладбище Москвы.